# Tavíkovice - zámek
Tavíkovice - zámek este o arie protejată (arie specială de conservare — SAC, sit de importanță comunitară — SCI) din Republica Cehă întinsă pe o suprafață de 0,15 ha, integral pe uscat.

## Localizare
Centrul sitului Tavíkovice - zámek este situat la coordonatele 49°01′58″N 16°06′27″E / 49.032778°N 16.1075°E.

## Înființare
Situl Tavíkovice - zámek a fost declarat sit de importanță comunitară în aprilie 2005 pentru a proteja 1 specie de animale. Situl a fost protejat și ca arie specială de conservare în ianuarie 2015.

## Biodiversitate
Situată în ecoregiunea continentală, aria protejată nu include niciun habitat protejat.
La baza desemnării sitului se află o specie protejată de  mamifere: liliac cărămiziu (Myotis emarginatus).